# تنها (ترانه متالیکا)
«تنها» (به انگلیسی: One) نام یکی از ترانه‌های گروه هوی متال متالیکا است. این ترانه قطعهٔ چهارم از آلبوم ...و عدالت برای همه و چهارمین و آخرین تک‌آهنگ آن آلبوم است که در سال ۱۹۸۹ منتشر شد. «تنها» بعد از منتشر شدنش توانست رتبه ۳۵ را در بیلبورد ۱۰۰تای برتر به دست بیاورد. این ترانه از محبوبترین آثار متالیکا و جزو قطعه‌هایی است که معمولاً در کنسرت‌های‌شان اجرا می‌کنند.

## آهنگ
«تنها» در نوامبر سال ۱۹۸۷ توسط دو عضو اصلی گروه یعنی جیمز هتفیلد خواننده و نوازنده گیتار ریتم و لارس اولریک درامر گروه نوشته شد و در سال ۱۹۸۹ منتشر شد.
نوزده ثانیه اول ترانه شامل صداسازی‌های میدان جنگ مثل رگبار تفنگ و صدای هلیکوپتر است که کمی بعد از شروع نوازندگی هتفیلد و قبل از آنکه تکنوازی کرک همت شروع بشود ادامه پیدا می‌کند. با آغاز بخش‌های همراهی‌شونده توسط باس و درامز، ترانه به‌مرور ضربآهنگ و حجم بیشتری پیدا می‌کند که تا پایان بخش‌های آوازی که دیگر اعضای گروه هتفیلد را همراهی می‌کنند، ادامه پیدا می‌کند. در پایان بخش سریع، ضرباهنگ مجدداً پایین می‌آید به شکلی که در آغاز ترانه بود. قبل از پایان یافتن شعر و بالا رفتن تمپوی ترانه یک تکنوازی دیگر از کرک همت وجود دارد که تا بخشی که همهٔ سازها با یکدیگر پاساژهایی سریع و مسلسل‌وار را اجرا می‌کنند، ادامه دارد. بعد از این بخش، دونوازی کرک همت و جیمز هتفیلد با حالتی سؤال و جواب‌گونه اجرا می‌شود که که از قسمت‌های قابل توجه ترانه است.

## مفهوم
موضوع اصلی اهنگ از رمانی به نام "جانی تفنگش را به دست می گیرد" نوشته دالتون ترامبو منتشر شده در سال 1939 می باشد. داستان آن روایت سربازی است که به وسیله توپخانه المان‌ها در جریان جنگ جهانی اول به شدت مجروح شده است. او دست و پا و دهان و گوش و بینی خود را از دست داده و دیگر قادر به دیدن و شنیدن و استشمام چیزی نیست. اما ذهنش به خوبی کار می‌کند و او در افکارش گیج و زندانی شده است.

## اجرای زنده
«تنها» محبوبترین ترانهٔ متالیکا در نظر بسیاری از طرفداران این گروه‌است و معمولاً جز جدانشدنی کنسرت‌های متالیکا هم هست. در هنگام اجرای زنده معمولاً آهنگ با افکت‌های صدای میدان جنگ و انفجار بمب که در نسخهٔ استودیویی هم وجود دارد شروع می‌شود. «تنها» همچنین در سال ۱۹۹۹ در آلبوم S&M متالیکا به همراه ارکستر سمفونی سانفرانسیسکو به رهبری مایکل کامن اجرا شده‌است.

## ویدئو
«تنها» اولین ترانهٔ متالیکا است که برای آن نماهنگ ساخته شد. این ویدئو در ۲۰ ژانویه سال ۱۹۸۹ در ام تی وی برای اولین بار پخش شد. نماهنگ در لانگ بیچ کالیفرنیا تصویر برداری شد که تقریباً تمام ان سیاه و سفید است و در بخش‌هایی ار نماهنگ دیالوگ‌هایی از فیلم جانی تفنگش را برداشت استفاده شده‌است.
مانند بسیاری از ویدئوهای دیگر متالیکا قسمت اعظم نماهنگ به اجرای اعضای گروه اختصاص داده شده‌است که در آن اعضای متالیکا با شکل و تیپ مخصوص به آن سال (موهای بلند، شلوارهای استرچ و...)در اطراف درامز اولریک جمع شده‌اند و در فضای یک کارخانهٔ متروک در حال اجرای ترانه هستند. در این نماهنگ جیمز هتفیلد و کرک همت از گیتارهای ای‌اس‌پی استفاده می‌کنند. جیسون نیوستد نیز که از یک بیس ۵سیم وال استفاده می‌کند در ابتدای ترانه گیتار بیس را با انگشت‌های خود می‌نوازد و پس از پایان اینترو نوازندگی را با پیک ادامه می‌دهد.

## افتخارات
- ترانهٔ «تنها» در گزینش «۱۰۰ تکنوازی برتر همهٔ دوران» از سوی خوانندگان مجلهٔ دنیای گیتار، به عنوان هفتمین ترانه انتخاب شد و در آن فهرست بین ۲ ترانهٔ «باران نوامبر» گانز ان روزز (رتبهٔ ششم) و «هتل کالیفرنیای» ایگلز (رتبهٔ هشتم) قرار گرفت.[۱]
- در سال ۲۰۰۹ ترانهٔ «تنها» از نظر شنودگان رادیو «The Rock» در کشور نیوزلند بهترین آهنگ سبک راک تمام دوران بوده‌است.[۲]